# Anaruk, chłopiec z Grenlandii
Anaruk, chłopiec z Grenlandii – książka Czesława Centkiewicza, wydana w 1937 roku. Opis przygód 12-letniego Inuity. Książka stylem i formą jest nieco bardziej zbliżona do reportażu niż klasycznej powieści przygodowej. Autor stara się w niej opisać codzienne życie Inuitów, przytacza też kilka inuickich legend. Lektura szkolna. 

## Odbiór
Utwór dodano do propozycji lektur szkolnych dla klasy III w 1983 r.; podobnie wiersz był zalecany jako lektura dla tej klasy pod koniec lat 90. (w programie z 1997, obowiązującym do 1999 r.). 
Według badań z 2017 r. książka jest jedną z popularniejszych lektur wśród młodszych dzieci. 

## Krytyka
Książka jest nieprawdziwa, a Czesław Centkiewicz nigdy nie był na Grenlandii.